# Jeremy Soule
Jeremy Soule (Keokuk, 19 de dezembro de 1975) é um compositor norte-americano de trilhas sonoras para filmes, programas de televisão e principalmente jogos eletrônicos. Conquistou vários prêmios e foi descrito como o "John Williams da música de jogos eletrônicos" e "um modelo de sucesso" para compositores ocidentais. Já compôs a trilha sonora de mais de 60 jogos eletrônicos e mais de uma dúzia de outros trabalhos durante sua carreira. Soule é mais conhecido por seus trabalhos nas séries The Elder Scrolls e Guild Wars, e outros títulos conhecidos do público como Total Annihilation, Neverwinter Nights, Dungeon Siege e Harry Potter.
Depois de conseguir o equivalente a um mestrado em composição antes de completar o ensino médio, Soule se tornou um empregado da Square Co. em 1994. Após compor a trilha sonora de Secret of Evermore, deixou a Square para se juntar a Humongous Inc., onde faria a música de vários jogos infantis e também de Total Annihilation, sua primeira trilha premiada. Deixou a Humongous para formar sua própria companhia de produção musical, a Soule Media, em 2000, chamada posteriormente de Artistry Entertainment. Pela companhia, Jeremy criou várias trilhas sonoras premiadas, incluindo Icewind Dale, a série Harry Potter de jogos eletrônicos, The Elder Scrolls III: Morrowind, The Elder Scrolls IV: Oblivion e The Elder Scrolls V: Skyrim.
Em 2005, fundou a DirectSong, uma gravadora que publica versões livres da gestão de direitos digitais de sua trilhas. Os trabalhos de Soule já foram tocados em vários concertos mundialmente. Apesar de muitos deles serem de natureza orquestral, ele se considera um "músico pragmático", ou alguém que cria música de forma geral ao invés de um tipo específico. Várias de suas trilhas sonoras foram feitas com a ajuda, creditada e não creditada, de seu irmão Julian Soule, que trabalha para a Artistry Entertainment. Diz que seu tipo favorito de jogo para compor uma trilha é o de caráter ambicioso, criado por pessoas com novas ideias, ao invés de um gênero específico.

## Biografia

### Infância
Jeremy Soule nasceu em Keokuk, Iowa, filho de pai professor de música e mãe desenhista gráfica, se interessando em música e orquestras sinfônicas aos cinco anos de idade. Soule começou a ter aulas de piano bem cedo, ficando tão fascinado por música a ponto de escrever notações musicais nas margens de sua lição de matemática; depois de seus professores e seu pai terem percebido seu talento, ele começou a ter aulas particulares com professores da Western Illinois University ainda na sexta série. Ele acabou conseguindo o equivalente a um mestrado em composição musical antes de completar o ensino médio, porém, como nunca se matriculou na escola, ele tecnicamente não ganhou o mestrado. Enquanto crescia, Soule estava indeciso sobre qual carreira seguir: a de compositor ou de pianista de concertos; ele escolheu a de compositor depois de perceber que não poderia seguir as duas.
Enquanto jogava jogos eletrônicos quando criança, Soule passou a acreditar que a experiência que eles proporcionavam poderia ser muito maior se tivessem uma trilha sonora melhor trabalhada. Depois de completar o ensino médio, ele passou um ano criando um portfolio para mostrar como, para ele, as trilhas sonoras de jogos eletrônicos deveriam ser. Soule enviou sua fita para a LucasArts e para a Square Co.. A Square gostou muito fita; ele acredita que a LucasArts nunca escutou sua fita já que eles tinham uma política de "nada de pacotes não solicitados". Soule começou a trabalhar para a Square em Seattle apenas duas semanas depois de enviar o portfolio.

### Carreira
Soule prontamente recebeu a tarefa de criar a trilha de Secret of Evermore. O jogo finalizado possuía uma trilha não tradicional que incorporava sons ambientes de fundo (como o vento e ondas do mar) na música e que utilizava um som orquestral mais jovial. Parte da razão para isso era o fato de que programa de som usado em Evermore não estava apto para o desafio técnico que Soule queria realizar, forçando-o a trabalhar criativamente dentro das limitações. Quando Ron Gilbert saiu da LucasArts para formar sua própria companhia, a Humongous Entertainment, e a Square se mudou de Seattle para Los Angeles, Soule decidiu sair da Square para trabalhar na série de jogos de aventura infantil de Gilbert, Putt-Putt; ele foi o terceiro empregado da companhia. Soule compôs a trilha sonora de 11 jogos infantis nos três anos seguintes, com vários títulos nas séries Putt-Putt, Freddi Fish e Spy Fox.
Enquanto trabalhava na Humongous, Soule conheceu o desenhista de jogos Chris Taylor, e assinou para compor a trilha sonora de seu grande projeto: Total Annihilation. Soule convenceu Taylor de que, dado o fato que uma grande quantidade de jogos de estratégia em tempo real que estavam saindo ao mesmo tempo que Total Annihilation tinham uma trilha techno, para se destacarem entre o resto eles precisavam de uma grandiosa trilha orquestral. Ele foi até o ponto de apostar um ano de seu salário de que tal abordagem iria dar certo; Gilbert sentiu que havia dado certo quando a primeira frase da primeira resenha sobre o jogo que ele leu falava sobre a música. Devido as limitações do software na época, para fazer o som soar corretamente eles precisaram de uma orquestra completa, a primeira com que Soule trabalhou; as faixas orquestrais de Evermore foram tocadas pelo próprio Soule e seu irmão, Julian, dois instrumentos de cada vez. A trilha sonora lhe rendeu seu primeiro prêmio, o de "Melhor Música" em 1997, vindo dos prêmios de final de ano da GameSpot. Soule passou os próximos dois anos compondo a música para os dois pacotes de expansão do jogo e para outros jogos infantis.[carece de fontes?]
Em fevereiro de 2000, Soule e seu irmão formaram a Soule Media como uma companhia de produção musical independente; seu nome desde então mudou para Artistry Entertainment. Julian trabalha como engenheiro sonoro e compositor para a Artistry, e ajudou Jeremy em vários projetos durante sua carreira, sendo creditado ou não. O primeiro grande projeto que Soule pegou em sua nova companhia foi Icewind Dale, que venceu o prêmio de melhor música nas premiações anuais da IGN e GameSpot.
Em 2001, Soule fez a trilha sonora de seu primeiro jogo da franquia Harry Potter, compondo a música de outros quatro até 2005. Seu primeiro jogo, Harry Potter and the Philosopher's Stone, foi indicado ao prêmio da Academy of Interactive Arts & Sciences na categoria de "Melhor Composição Musical Original", enquanto Chamber os Secrets venceu o BAFTA Award de "Melhor Trilha Sonora" na categoria de música para jogos eletrônicos. O título seguinte da série, Prisoner of Azkaban, também foi indicado ao BAFTA. Outros jogos que ele compôs no período incluem Baldur's Gate: Dark Alliance e Azurik: Rise of Perathia, com o último sendo descrito como um jogo ruim que foi "melhorado" aos olhos dos críticos por sua boa música. Ele foi responsável por compor a trilha sonora de três jogos de RPG de sucesso em 2002: Dungeon Siege, The Elder Scrolls III: Morrowind e Neverwinter Nights; Morrowind lhe deu sua segunda indicação ao prêmio da Academy of Interactive Arts & Sciences.
Desde então, a Artistry Entertainment cresceu e ele teve a chance de trabalhar em vários jogos de sucesso, como a série Guild Wars, Star Wars: Knights of the Old Republic, Warhammer 40,000: Dawn of War e The Elder Scrolls IV: Oblivion. Oblivion foi uma trilha sonora premiada para Soule. Ela foi indicada aos prêmios do BAFTA e da Academy of Interactive Arts & Sciences, vencendo os prêmios de trilha sonora da MTV Video Music Award e da Official Xbox Magazine. Em 2005, Jeremy e Julian Soule fundaram a DirectSong, uma companhia que vende downloads das composições de Jeremy livres da gestão de direitos digitais, como também trabalhos de vários outros compositores clássicos. Em 2007, a companhia cresceu até mais de um milhão de compradores, apesar de Soule ter notado que nem todos esses compradores resultarem na venda de um produto livre. Soule também usa a companhia para vender "pacotes de expansão" das músicas de jogos como Guild Wars, que podem ser tocadas no jogo com o resto da trilha sonora; ele estima que pelo menos 10% dos jogadores de Guild Wars compraram o pacote de expansão da DirectSong. Soule diz que os números de tráfego da DirectSong já ultrapassaram os números de algumas gravadoras grandes em certos momentos. Desde 2005, ele trabalhou em vários outros títulos, como Prey, Company of Heroes, Supreme Commander (mais um jogo de estratégia em tempo real de Chris Taylor) e The Elder Scrolls V: Skyrim.

## Estilo musical e influências
Soule raramente, se isso ocorre, consegue ver o jogo para o qual está compondo a trilha sonora em alguma forma de estado completo antes de começar seu trabalho; como resultado, ele baseia suas decisões musicais nos jogos anteriores da companhia. Ele credita o sucesso de sua estratégia ao fato de que muitos dos jogos que ele trabalha serem produzidos por estúdios que já criaram títulos de sucesso no passado. Ele acha mais fácil compor trilhas sonoras para jogos que tem uma natureza bem visual, como RPGs. Ele também gosta de ver storyboards e esboços, já que ele os considera bons indicadores da "intenção emocional" do jogo. Ao compor uma trilha sonora, a primeira coisa que Soule decide é o andamento e a quantidade de energia que a música terá; essa decisão é principalmente baseada no gênero do jogo e em seu estilo artístico. Depois disso, Soule começa a compor faixas menores da trilha sonora, para garantir que elas sejam compativeis com a visão original dos produtores. Ele tenta compor toda a trilha sonora sozinho ao invés de em equipe, apesar de algumas vezes colaborar com seu irmão.
Apesar de muitos de seus trabalhos serem de natureza orquestral, Soule negou ser esse seu "estilo", já que ele acha que esse termo faz parecer que ele cria apenas um tipo único de música. Soule prefere chamar-se de um "músico pragmático", ou alguém que cria música de forma geral ao invés de apenas um tipo específico, já que ele é capaz de escrever em muitos estilos, como pop japonês, que ele já compôs junto com Jeff Miyahara. Soule considera que música é um tipo de linguagem, que pode ser arranjada em vários modos diferentes se você entende a estrutura. Ele não possui um gênero favorito de jogo para compor, preferindo trabalhar naqueles "ambiciosos", criados por pessoas com "ideias novas".
As maiores influências musicais de Soule são a "exploração harmônica de Debussy", as "grandes óperas de Wagner" e a "forma e composição de Mozart". Apesar de muitos de seus trabalhos orquestrais serem baseados em trilhas sonoras de filmes em tamanho e extensão, ele não costuma ouvir trilhas de cinema, mesmo elegendo John Williams como seu compositor favorito. A influência já foi notada pelos críticos, que o chamaram de "o John Williams da música de jogos eletrônicos". Entre suas influências na música de jogos, ele citou a Square Co. por dar-lhe "a educação do que a qualidade significa para os negócios" e Nobuo Uematsu em particular. Seu estilo favorito de música para escutar é pop britânico e rock, enquanto seus jogos favoritos são aqueles que ele escreveu trilhas, especialmente aqueles feitos por Chris Taylor, apesar de um de seus favoritos ser The Legend of Zelda. Soule disse que os jogos que ele mais gostaria de trabalhar são os de Shigeru Miyamoto, algum Final Fantasy e algum jogo da série Metroid.

## Legado
As composições de Soule já foram tocadas em inúmeros concertos ao vivo. Sua música para Harry Potter and the Chamber of Secrets foi tocada em 20 de agosto de 2003 na primeira Symphonische Spielemusikkonzerte, em Leipzig, Alemanha, enquanto sua trilha para Morrowind foi tocada na terceira Symphonische Spielemusikkonzerte, no dia 17 de agosto de 2005. Seleções de seu trabalho para Morrowind e Oblivion foram tocadas na série de concertos internacionais Play! A Video Game Symphony. Soule compareceu a estréia mundial de Play! em 27 de maio de 2006, em Chicago. A música de Oblivion também foi tocada nos concertos Press Start 2007 - Symphony of Games em setembro de 2007 no Japão. Suas composições já apareceram em vários jogos de sucesso; uma vez Soule estimou que pelo menos 10 milhões de jogos vendidos apenas em 2006 tinham músicas de sua autoria.
Seleções de remixagens de seus trabalhos apareceram no website OverClocked ReMix. Soule apoia uma comunidade de arranjos de músicas para jogos eletrônicos, até mesmo enviando seu próprio arranjo para OverClocked ReMix. Ele fez isso para ajudar a promover e inspirar jovens compositores. A faixa, "Squaresoft Variation", arranja a peça "Terra" de Final Fantasy VI; Soule disse ter escolhido essa peça para remixar porque, quando ele começou a trabalhar na Square Co, ele passou muito tempo depurando o jogo antes de iniciar seus deveres em Secret of Evermore.

## Discografia

### Jogos eletrônicos
| - Secret of Evermore (1995) - Freddi Fish & Luther's Maze Madness (1996) - Freddi Fish & Luther's Water Worries (1996) - Pajama Sam In: No Need to Hide When It's Dark Outside (1996) - Putt-Putt and Pep's Dog On a Stick (1996) - Putt-Putt Travels Through Time - Total Annihilation (1997) - Freddi Fish 3: The Case of the Stolen Conch Shell (1997) - Pajama Sam's SockWorks (1997) - Young Dilbert Hi-Tech Hijinks (1997) - Total Annihilation: The Core Contingency (1998) - Pajama Sam: Lost and Found (1998) - Spy Fox Cheese Chase (1998) - Spy Fox in "Dry Cereal" (1998) - Total Annihilation: Kingdoms (1999) - Revenant (1999) - Icewind Dale (2000) - Giants: Citizen Kabuto (2000) - Rugrats Totally Angelica Boredom Buster (2000) - Amen: The Awakening (cancelado em 2000) - Beauty and the Beast (2000) - Putt-Putt's One-Stop Fun Shop (2000) - Icewind Dale: Heart of Winter (2001) - Azurik: Rise of Perathia (2001) - Baldur's Gate: Dark Alliance (2001) - Harry Potter and the Philosopher's Stone (2001) - Final Four 2002 (2001) - Rugrats in Paris: The Movie (2001) - Harry Potter and the Chamber of Secrets (2002) - Dungeon Siege (2002) - The Elder Scrolls III: Morrowind (2002) - Natural Selection (2002) - Neverwinter Nights (2002, música reusada em Neverwinter Nights 2) - SOCOM: U.S. Navy SEALs (2002) - Star Wars: Bounty Hunter (2002) - Dota 2 The International 2015 Music Pack - War Thunder (2016): Main Theme | - Harry Potter: Quidditch World Cup (2003) - Sovereign (cancelado em 2003) - Star Wars: Knights of the Old Republic (2003, música reusada em Star Wars: Knights of the Old Republic II: The Sith Lords) - Impossible Creatures (2003) - Unreal II: The Awakening (2003) - Dungeon Siege: Legends of Aranna (2003) - Armies of Exigo (2004) - Harry Potter and the Prisoner of Azkaban (2004) - Lemony Snicket's A Series of Unfortunate Events (2004) - Warhammer 40,000: Dawn of War (2004) - Kohan II: Kings of War (2004) - Guild Wars Prophecies (2005) - Harry Potter and the Goblet of Fire (2005) - Dungeon Siege II (2005) - Company of Heroes (2006) - Company of Heroes: Opposing Fronts (2006) - Company of Heroes: Tales of Valor (2006) - Warhammer: Mark of Chaos (2006) - The Elder Scrolls IV: Oblivion (2006) - Prey (2006) - Guild Wars Factions (2006) - Guild Wars Nightfall (2006) - Guild Wars: Eye of the North (2007) - Supreme Commander (2007) - IL-2 Sturmovik: Birds of Prey (2009) - Order of War (2009) - zOMG! (2009) - Metal Gear Solid: Peace Walker (2010) - Otomedius Excellent (2011) - The Elder Scrolls V: Skyrim (2011) - Deep Black (2011) - Guild Wars 2 (2012) - World of Warcraft: Mists of Pandaria |

### Outros trabalhos
- The Walk – filme
- Ecstasy – peça
- Storyeum – peça
- "Passion Is Everywhere" – comercial internacional
- Journey Toward Creation (2003) – filme
- 2003 MTV Movie Awards (2003) – cerimônia de premiação
- C.S. Lewis: Beyond Narnia (2005) – filme
- Beyond the Yellow Brick Road: The Making of Tin Man (2007) – filme
- Florence Nightingale (2008) – filme
- The Offering (2009) – filme
- Witch Creek (2010) – filme
- War for Peace (2011) – série de documentários

## Prêmios
| Ano  | Prêmio                                    | Categoria                                          | Trabalho                                   | Resultado |
| ---- | ----------------------------------------- | -------------------------------------------------- | ------------------------------------------ | --------- |
| 1997 | GameSpot                                  | Melhor Música                                      | Total Annihilation                         | Venceu    |
| 2000 | IGN                                       | Melhor Uso de Som                                  | Icewind Dale                               | Venceu    |
| 2000 | GameSpot                                  | Melhor Música                                      | Icewind Dale                               | Venceu    |
| 2001 | Academy of Interactive Arts & Sciences    | Melhor Composição Musical Original                 | Harry Potter and the Philosopher's Stone   | Indicado  |
| 2002 | Academy of Interactive Arts & Sciences    | Melhor Composição Musical Original                 | The Elder Scrolls III: Morrowind           | Indicado  |
| 2003 | British Academy of Film & Television Arts | Melhor Trilha, Categoria Música de Jogo Eletrônico | Harry Potter and the Chamber of Secrets    | Venceu    |
| 2004 | British Academy of Film & Television Arts | Melhor Trilha, Categoria Música de Jogo Eletrônico | Harry Potter and the Prisoner of Azkaban   | Indicado  |
| 2006 | British Academy of Film & Television Arts | Melhor Trilha, Categoria Música de Jogo Eletrônico | The Elder Scrolls IV: Oblivion             | Indicado  |
| 2006 | Academy of Interactive Arts & Sciences    | Melhor Composição Musical Original                 | The Elder Scrolls IV: Oblivion             | Indicado  |
| 2006 | MTV Video Music Awards                    | Melhor Trilha Sonora de Jogo Eletrônico            | The Elder Scrolls IV: Oblivion             | Venceu    |
| 2006 | Official Xbox Magazine                    | Trilha Sonora do Ano                               | The Elder Scrolls IV: Oblivion             | Venceu    |
| 2012 | British Academy of Film & Television Arts | Melhor Trilha, Categoria Música de Jogo Eletrônico | The Elder Scrolls V: Skyrim                | Indicado  |
| 2012 | Game Audio Network Guild                  | Música do Ano                                      | The Elder Scrolls V: Skyrim                | Indicado  |
| 2012 | Game Audio Network Guild                  | Melhor Vocal Original – Coral                      | The Elder Scrolls V: Skyrim – "Main Theme" | Venceu    |
| 2012 | Game Audio Networl Guild                  | Melhor Álbum de Trilha Sonora Original             | The Elder Scrolls V: Skyrim                | Indicado  |